# Jürgen Jürgensen (Politiker, 1933)
Jürgen Jürgensen (* 31. März 1933 in Hamburg) ist ein deutscher Politiker (SPD). Er war Steuerbeamter und ab 1970 Mitglied des Niedersächsischen Landtages.
Jürgensen legte die Reifeprüfung 1952 in Verden (Aller) ab. Sechs Jahre später (1958) wurde er Mitarbeiter der Landesfinanzverwaltung und war zuletzt beim Finanzamt Rotenburg (Wümme) als Betriebsprüfer tätig. Er engagierte sich in verschiedenen Vereinigungen und Verbänden, darunter die Gewerkschaft ÖTV, Kirchensenat und Landessynode der Evangelisch-lutherischen Landeskirche Hannover und im Kirchenkreistag Rotenburg (Wümme). Von 1964 bis 2003 war er Ratsherr in Rotenburg (Wümme) und von 1965 bis 2006 Abgeordneter des Kreistages.
Zudem war er Bürgermeister in Rotenburg (Wümme) in den Jahren 1965–1968 und 1972–1974. In den Jahren 1968–1972 und 1974–1976 und nach 1981 wirkte er dort auch als stellvertretender Bürgermeister. Darüber hinaus bekleidete er für den Landkreis Rotenburg das Amt des zweiten stellvertretenden Landrates (1974–1976). 
Vom 21. Juni 1970 bis 20. Juni 1986 war Jürgens Mitglied des Niedersächsischen Landtages (7. bis 10. Wahlperiode).
Nach der Gründung des Rotenburger SV war Jürgen Jürgensen der erste Vorsitzende des Sportvereins. Seit 2015 ist er Ehrenbürger von Rotenburg.
Jürgensen ist verheiratet und hat fünf Kinder. 